# Kemet (Gemeinden Rechberg, Windhaag)
Kemet  ist ein Ort im Mühlviertel in Oberösterreich, und ist Ortschaft der Gemeinden Windhaag bei Perg und Rechberg im Bezirk Perg.

## Geographie
Die Ansiedlung liegt auf um die 470 m ü. A. im Unteren Mühlviertel, etwa 8 Kilometer nordöstlich der Stadt Perg. Die Häuser, eine Rotte, gehören zur Gemeinde Windhaag, im Nordosten liegen noch einige zerstreute Häuser im Gemeindegebiet Rechberg, sodass der Ort in zwei Gemeinden fällt. Postalisch werden sie vom Postamt Münzbach, etwa zwei Kilometer südlich, betreut, da die Ortschaften in beiden Gemeinden eine ausgebauchte Randlage darstellen, von Windhaag ist der Ort überhaupt durch den Graben des Modlerbachs (im Oberlauf Kropfmüllerbach genannt, auch Tobrakanal, da er das Wasser zum Tobrabach und Tobra Richtung Mettensdorf zur untersten Naarn nahe der Donau leitet) getrennt. Die umgebenden Münzbacher Gebiete sind die Ortschaft Saxenegg.
Der Ort umfasst etwa 15 Gebäude, mit etwa 80 Einwohnern (Stand 2001), nur 4 Gebäude davon in Rechberg. Zu den Ortschaften gehören auch die
Einzellagen Auger in Windhaag und Oberkurz in Rechberg.
Nachbarortschaften
|                                              | Kürnstein Wansch (Gem. Rechberg)            |                          |
| Holzmann/Joch (Gem. Windhaag b.P., Rechberg) | Kompassrose, die auf Nachbargemeinden zeigt |                          |
|                                              |                                             | Saxenegg (Gem. Münzbach) |

## Natur
Ganz im Norden (des Rechberger Teils) liegt eine Teilfläche des umfangreichen 	Naturpark Mühlviertel, das hier – vom Tal der Naarn abgesehen – seine südlichste Ausdehnung hat. Dieser Naturpark ist wegen seiner für das untere Mühlviertel typischen, reich strukturierten Kulturlandschaft unter Landschaftsschutz gestellt, die Gegend um Oberkurz wegen des Vorkommens der Heidelerche auch als Blaufläche (WF-Fläche im Programm Erhaltung und Entwicklung naturschutzfachlich wertvoller und gewässerschutzfachlich bedeutsamer Flächen im Rahmen des ÖPUL) kartiert. Sonst ist das Gebiet rein land- und forstwirtschaftlich genutzt.